# Bierpinsel
El Bierpinsel (literalment: pinzell de cervesa) és un edifici d'estètica futurista situat al districte berlinès d'Steglitz, a la intersecció de l'eix comercial de la Schloßstraße (el carrer principal d'Steglitz) i la sortida de l'autopista Filandastraße a prop del centre comercial Steglitzer Kreisel. Representa un dels símbols del districte per la seva aparença inusual i els seus 47 metres d'alçada. En vista de la seva importància històrica i arquitectònica, des del 2017 està sota protecció monumental (Denkmalschutz).

## Història
El Bierpinsel es va construir del 1972 al 1976 per un disseny dels arquitectes Ralf Schüler i Ursulina Schüler-Witte, com a part d'un projecte urbà més gran que incloïa el viaducte viari que supera la Schloßstraße i l'estació de metro homònima situada al mateix carrer. [5] Per tant, es tractava d'un intent d'integrar la nova infraestructura viària amb el teixit urbà existent, creant un referent arquitectònic adequat a la importància urbana del lloc. El 2017 l'edifici, juntament amb l'estació de metro de sota, es va col·locar sota protecció monumental.

## Característiques
L'edifici consta d'una estructura de torre en formigó armat a la part inferior, que conté les connexions verticals, i que a la part superior s'eixampla per contenir els espais utilitzats com a restaurant, dividit en tres plantes. [3] [4] La part superior, en forma d'arbre, destaca força sobre l'edifici en termes de formes, materials i colors.

## Turmkunst 2010
A partir de l'abril de 2010, diversos grafiters destacats van pintar l'exterior de l'estructura al llarg de diverses setmanes, com a part del projecte "Turmkunst 2010", una exposició de d'art de carrer que es desenvolupà tant dins com al voltant de la torre.

## Galeria

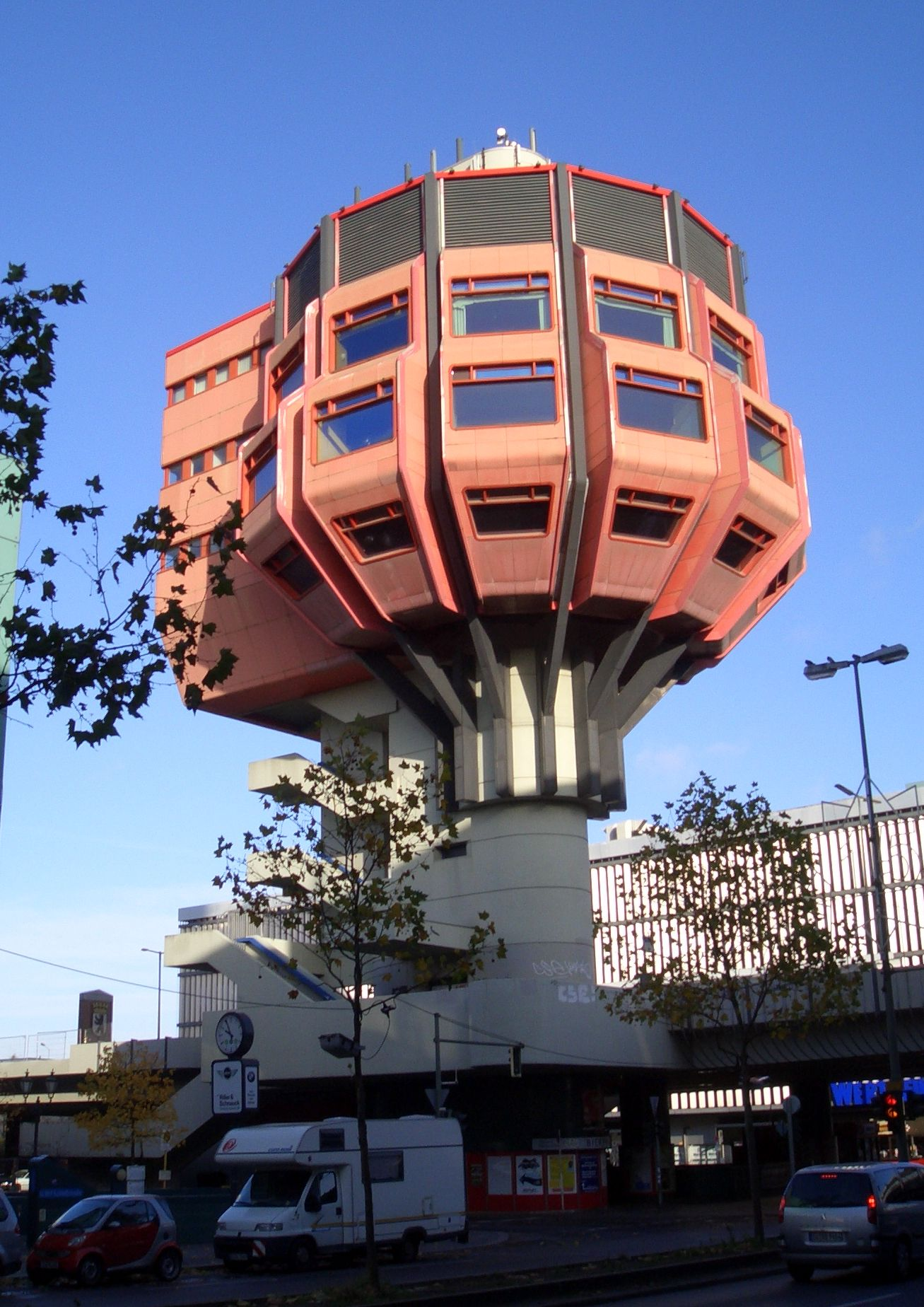
Imatge de l'edifici el 2008.
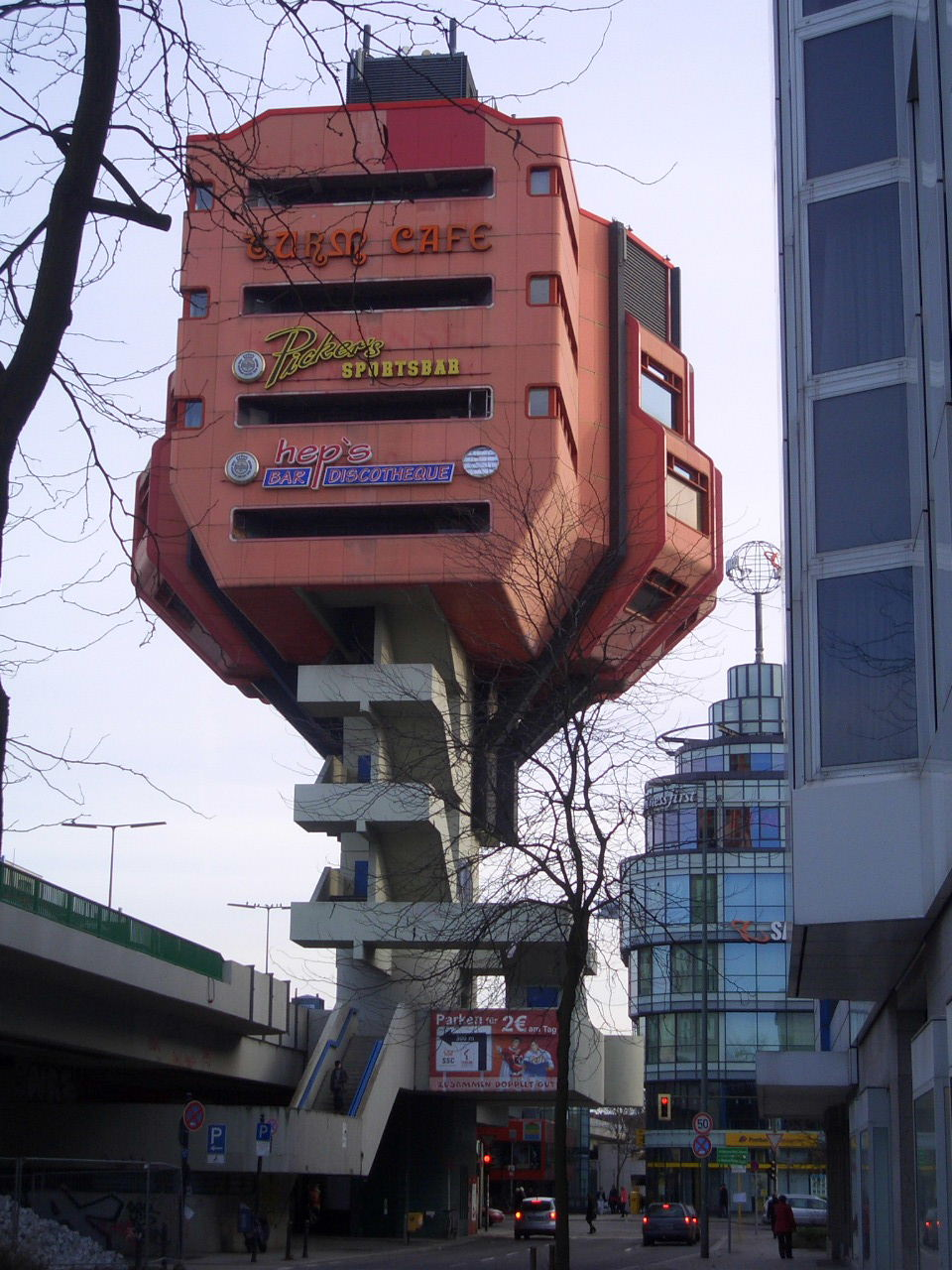
Edifici el 2009.
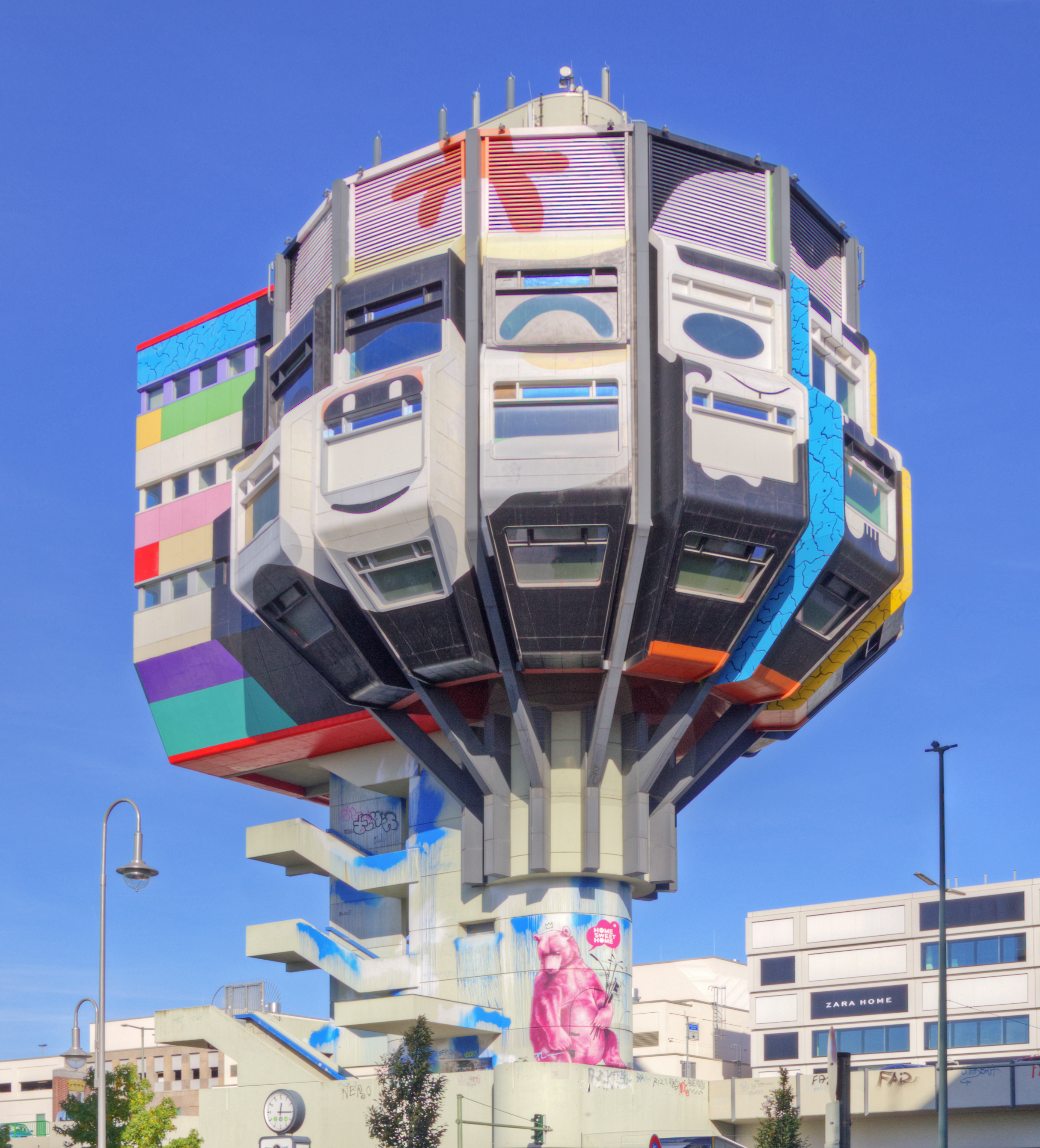
Edifici el 2017.
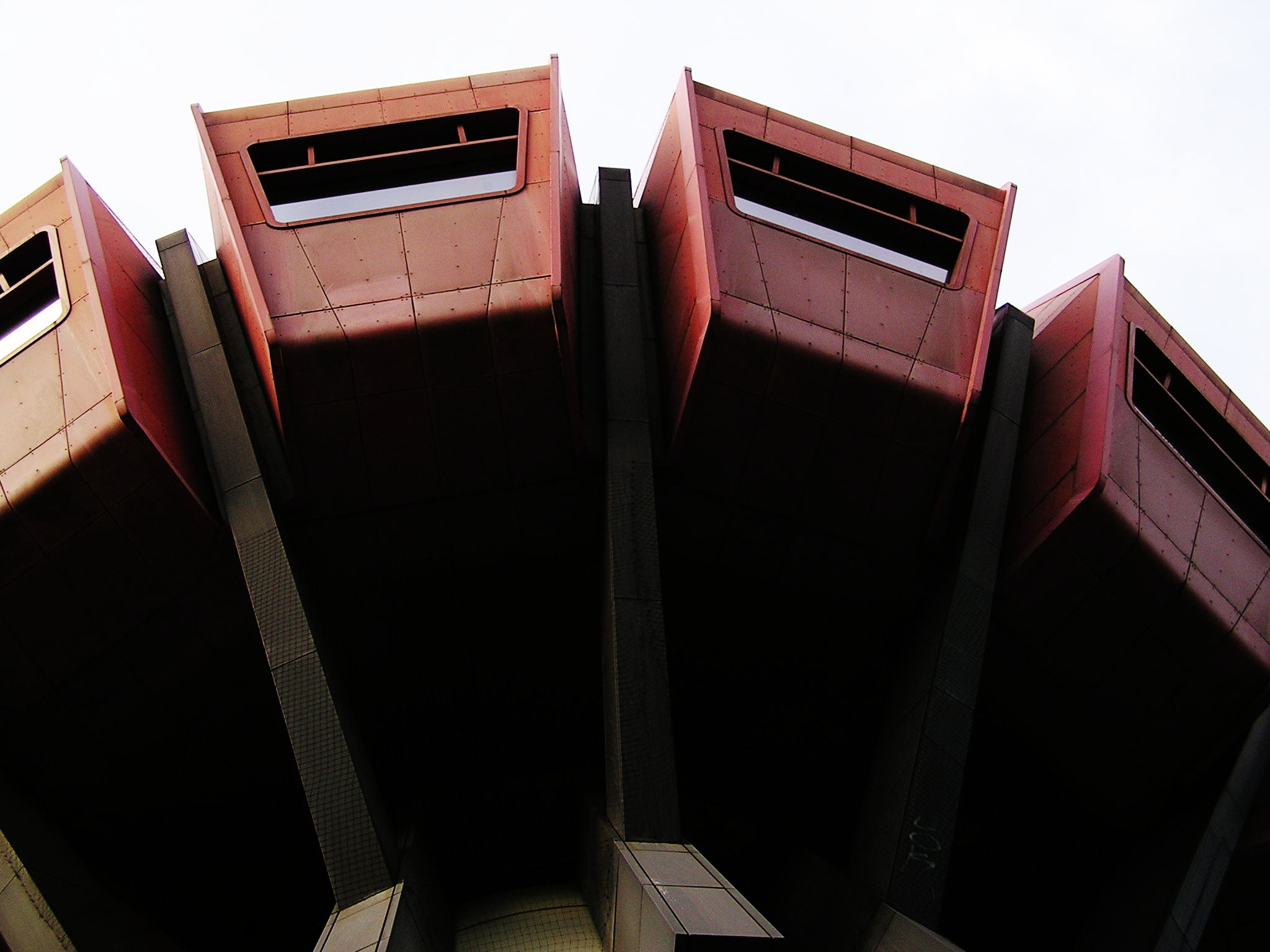
Detall de les finestres.
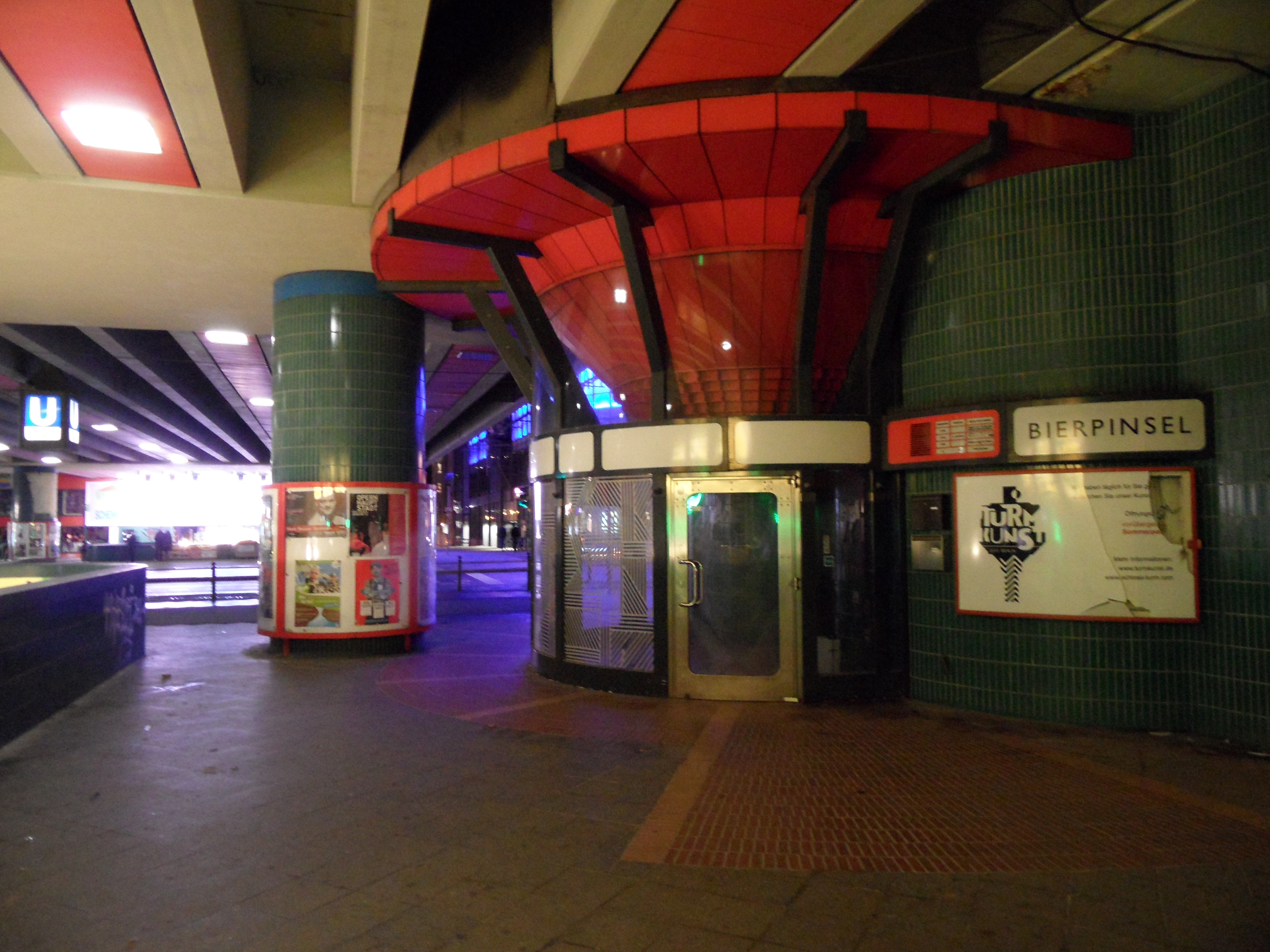
Estació del metro (linia U9) a la base de l'edifici.